# Simurobi (woreda)
Simurobi Gele'alo est l’un des 29 woredas de la région Afar, en Éthiopie.